# Административна јединица
Административна јединица (управна јединица, или ентитет, административна јединица, административни рејон) дио је земље или друге политичке цјелине, успостављен у циљу олакшавања послова државне управе и њене организације, као и рада становника преко локалне самоуправе. Административне јединице имају одређени степен самоуправе и обично имају сопствене владе. Нека земља може имати више нивоа административне подјеле у зависности од величине и њених потреба. На примјер, многе земље су подјељене на следеће административне јединице: државе, кантоне или покрајине, које су затим подијељене у округе, а ови опет у општине.
Административне јединице се концептуално разликују од зависних територија. Јединице су дио суверенитета државе, док територије имају више аутономије јер су географски удаљене. У неким случајевима, ова два термина се поклапају, али то је веома ријетко. У свијету постоји много различитих врста административних јединица. Понекад је тешко пронаћи прави превод термина који се користе у овим јединицама, јер њихово значење зависи од културног и историјског окружења у којем су настале.
Обично земље имају неколико нивоа административне поделе. Уобичајени називи за главне (највеће) административне подјеле су: државе (тј. „поднационалне државе”, а не суверене државе), провинције, земље, области, губерније, кантони, префектуре, окрузи, региони, департмани и емирати. Оне се, пак, често деле на мање административне јединице познате под називима као што су крајеви, окрузи, комарке, рејони, јудете или дистрикти, који се даље деле на општине, комуне или заједнице које чине најмање јединице подподела (локалне самоуправе).
Тачан број нивоа административних подела и њихова структура у великој мери варира по земљама (а понекад и унутар једне земље). Обично, што је држава мања (по површини или становништву), то има мање нивоа административних подела. На пример, Ватикан нема никакве административне поделе и Монако има само један ниво, док земље као што су Француска и Пакистан имају по пет нивоа. Сједињене Државе се састоје од држава, поседа, територија и федералног округа, од којих свака има различит број подела.
Главна административна подела земље могла би се назвати „административна подела првог нивоа (или првог реда)” или „први административни ниво”. Његова следећа подела би се могла назвати „административна подела другог нивоа“ или „други административни ниво“ и тако даље.
Административне поделе су концептуално одвојене од зависних територија, при чему су прве саставни део државе, а друге су само под неким мањим обликом контроле. Међутим, термин „административна подела“ може да обухвата зависне територије као и прихваћене административне поделе (на пример, у географским базама података).
Заједнице уједињене у федерацију под федералном владом су прецизније познате као федералне државе. Федеративна држава се може помињати не само као држава, већ и као провинција, регија, кантон, територија, губернија, област, емират или држава.
Административне јединице које нису федералне или конфедеративне, али уживају већи степен аутономије или самоуправе од других територија у оквиру исте земље, могу се сматрати конститутивним државама те земље. Овај однос неки аутори називају федерацијом. Пример је аутономна република Каракалпакстан у саставу Узбекистана.

## Примери административних подела

### Енглески термини
У многим од следећих термина који потичу од британског културног утицаја, подручја релативно ниске средње густине насељености могу носити назив ентитета за који би се очекивало да ће бити или већи или мањи. Не постоји фиксно правило, јер "сва политика је локална", што је можда добро показано њиховим релативним недостатком системског поретка. У области самоуправе, било шта од тога може се десити и дешава се дуж деонице пута—који углавном пролази кроз рурална, ненасељена села. Будући да су термини административно-политичке поделе локалне регионалне власти, њихов тачан однос и дефиниције подлежу разматрањима домаћег правила, традиције, као и државног статута и дефиниције и контроле локалне самоуправе (административне). У британској културној заоставштини, неки територијални ентитети су почињали са прилично експанзивним окрузима који обухватају знатно велико подручје, али су временом подељени на већи број мањих ентитета.
Унутар тих ентитета налазе се велики и мали градови или места, који могу, али и не морају бити седиште округа. Неки од већих светских градова културно, ако не и званично, обухватају неколико округа, а они који прелазе државне или покрајинске границе такође имају много заједничког у културном смислу, али су ретко укључени у исту општинску власт. Многи братски градови деле границу на води, која често служи као граница градова и округа. На пример, Кембриџ и Бостон, Масачусетс, изгледају узгредном путнику као један велики град, док су локално поприлично културно различити и заузимају различите округе.

### Врсте административних јединица у свијету
| - амт - баро - баронија - вилајет - војводство - град - грофовија - дем - департман - ентитет - империја - кантон | - кварт - књажевство - колонија - комарка - комуна - крај - краљевство - лено - маало - марка - маркгрофовија - насеље | - област - околина - округ - општина - паланка - парохија - пашалук - повјат - покрајина - префектура - провинција - регион | - резерват - рејон - санџак - сатрапија - село - држава чланица - савезна покрајина - стотка - фракција - фрегезија - царство - шајр |

### Термини који нису на енглеском језику
Због варијација у њиховој употреби широм света, понекад је тешко одржати доследност у преводу термина. На пример, „шифре подподела земаља“ је неологизам који скраћује „Шифре за представљање назива земаља и њихових подела“. Овде се не ради о „потподели земље”", већ су то кодови по подподели по земљи. Оригинални документ је на француском. Један од исхода таквог превода је: „Schweiz је локални кратки назив земље на немачком језику за Швајцарску.“